# Карликовий рекс
Рекс — декоративна порода кролів рекс, у яких присутній ген карликовості. Кролик відрізняється плюшевою короткою шерстю (при цьому підшерсток і основна шерсть мають однакову довжину), що робить їх вигляд незвичайним. Саме завдяки йому, а також своїм невеликим розмірам ці кролики отримали велику популярність не тільки серед заводчиків, а й в колі звичайних любителів кроликів. Карликові рекси поширені по всьому світу, популярні як домашні вихованці.

## Стандарти породи
Вага рекса варіюється від 1,5 до 2 кг, тіло у них коротке і кремезне. Шерсть обов'язково повинна бути короткою, блискучою і нібито плюшевою, найкращою вважається довжина близько 1,6 см. При доторканні шерсть карликового кролика рекса не мнеться, швидко приймає свій початковий вигляд.
Щоб виставлятися на змаганнях, карликовий кролик рекс повинен мати розвинені повні плечі, такі ж середню і задню частини тіла. Шия коротка, вуха товсті. Відсутність кігтиків також розцінюється як значний мінус.

## Хутро
Колір хутра карликових рексів може бути дуже різноманітним — білим, шоколадним, червоним, чорним, стандартам породи відповідають і інші кольори. Періодично асоціації визнають нові забарвлення. Єдине забарвлення, яке не є нормальним для цих малюків — триколірне, всі інші повністю відповідають вимогам змагань.